# Gertrud-Kolmar-Preis
Der Gertrud-Kolmar-Preis ist ein deutscher Literaturpreis für Lyrik, der bisher einmal verliehen wurde.  Er richtet sich ausschließlich an Frauen und wurde 2019 zum ersten Mal von der Online-Literaturplattform Fixpoetry vergeben. Der Preis war mit 10.000 Euro dotiert. Außerdem wurden ein mit 4.000 Euro dotierter zweiter Preis sowie ein mit 2.500 Euro dotierter Förderpreis vergeben. Die Preisträgerinnen wurden von einer Jury bestimmt, welche eingesandte, bisher unveröffentlichte Gedichte beurteilte. Der Preis geht auf eine Initiative von Julietta Fix zurück und wurde vom Hamburger Elbkulturfonds gefördert. Der Preis soll das Andenken der in Auschwitz umgekommenen Lyrikerin Gertrud Kolmar ehren.
Erste Preisträgerin 2019 war die Autorin Ulrike Draesner, die für ihr Gedicht doggerland ausgezeichnet wurde. Den zweiten Preis erhielt Pega Mund für ihre Einreichung Fünf Pigmente und den Förderpreis Ronya Othmann für ihr Gedicht Ich habe gesehen.
Der Jury gehörten 2019 an:
- Esther Dischereit (Chair in Contemporary Poetics an der New York University)
- Nefeli Kavouras (Mitarbeiterin im mairisch Verlag)
- Olga Martynova (Schriftstellerin)
- Beate Tröger (freie Kritikerin)
- Insa Wilke (freie Kritikerin)